# Ammotrypane aulogaster
Ammotrypane aulogaster är en ringmaskart som beskrevs av Martin Heinrich Rathke 1843. Ammotrypane aulogaster ingår i släktet Ammotrypane och familjen Opheliidae.
Artens utbredningsområde är Nordsjön. Inga underarter finns listade i Catalogue of Life.